# Kisselyki erődtemplom
A kisselyki erődtemplom műemlékké nyilvánított épület Romániában, Szeben megyében. A romániai műemlékek jegyzékében az SB-II-a-A-12559 sorszámon szerepel.